# Kirkcudbrightshire (circonscription du Parlement d'Écosse)
Avant les Actes d'Union de 1707, les barons comté ou stewartry de Kirkcudbright élisaient des commissaires pour les représenter au Parlement monocaméral d'Écosse et à la Convention des États. Le nombre de commissaires est passé de un à deux en 1690.
Après 1708, le Kirkcudbrightshire a envoyé un membre à la Chambre des communes de Grande-Bretagne à Westminster.

## Liste des commissaires du comté
- 1612: Sir Robert Gordon de Lochinvar[1],[2] and William McCulloch of Mertoun[3]
- 1617: William McCulloch de Mertoun[3]
- 1628–33, 1639–40: Sir Patrick McKie de Larg[4]
- 1641: Alexander Gordon de Earlston[5]
- 1643: John Gordon de Cardines[6]
- 1644: William Grierson de Bargatton[7]
- 1645: John Gordon de Cardines[6]
- 1645: William Grierson de Bargatton[7]
- 1645–46: John Broun de Carsluith[8]
- 1646–47, 1648–49: William Grierson ed Bargatton[7]
- 1661–63: David McBrair de Newark and Alnagill[9]
- 1665, 1667: George Maxwell de Munches[10]
- 1669–74: Sir Robert Maxwell de Orchardton[11],[12]
- 1678: Richard Murray de Broughton[13]
- 1681–82: Sir Robert Maxwell de Orchardton[11],[12]
- 1685–86: Hugh Wallace de Ingliston[14]
- 1689 (convention), 1689–1702: Hugh McGuffock de Rusco [15]
- 1690–93: William Gordon de Craig (mort vers 1693)[1]
- 1693–1702: Patrick Dunbar de Machrimore[16]
- 1702–07: William Maxwell de Cardoness[17]
- 1702–1703: John Murray de Broughton[18]
- 1704–07: Alexander McKie de Palgowan[19]